# Joel Teitelbaum
Joel Teitelbaum (en hebreo: יואל טייטלבוים) (Sighetu Marmației, Imperio Austrohúngaro,
13 de enero de 1887-Hospital Monte Sinaí, Nueva York, 19 de agosto de 1979) fue un rabino rumano-estadounidense, fundador y primer Rebe de la dinastía jasídica de Satmar.
Teitelbaum fue una figura importante en el renacimiento del jasidismo de posguerra, adoptando una línea estrictamente conservadora y aislacionista y rechazando la modernidad. Teitelbaum era un feroz oponente del sionismo, al que denunció como intrínsecamente herético. Su papel como líder de la comunidad judía en Transilvania durante el Holocausto sigue siendo controvertido.

## Biografía

### Primeros años
Teitelbaum nació el 13 de enero de 1887. Fue el quinto y el más joven hijo del Gran Rabino Chananyah Yom Tov Lipa Teitelbaum y su segunda esposa, Chana Ashkenazi. Su padre se casó con ella en 1878, después de recibir un permiso de cien rabinos para contraer otro matrimonio; su primera esposa, Reitze, hija del Rebe Menashe Rubin de Ropshitz, no pudo tener hijos.
Chananyah sirvió como rabino de Máramarossziget (hoy Sighetu Marmației, Rumania), el decano del seminario rabínico local y el líder del movimiento jasídico del mismo nombre con sede en la ciudad. Era bisnieto de Moshe Teitelbaum, discípulo del Vidente de Lublin, quien fue uno de los principales promulgadores del jasidismo en Hungría. Los rabinos de la familia Teitelbaum eran conocidos por su postura muy conservadora y su oposición a la Ilustración, el judaísmo neologista y el sionismo.
Joel fue conocido por sus capacidades intelectuales desde muy joven. En su Bar Mitzvah, pronunció un sermón de varias horas sobre un tema del tratado del Sabbat en el Talmud. Era estricto en los asuntos relacionados con la pureza ritual y se preparaba largamente para la oración limpiándose meticulosamente.
Incluso antes de su boda, recibió cartas de ordenación de ocho prominentes rabinos, incluido Moshe Greenwald. En 1904, pocos días antes de la muerte de su padre el 15 de febrero, el joven de diecisiete años se casó con Chavah Horowitz, la hija de Abraham Chaim Horowitz de Polaniec. Tuvieron tres hijas, ninguna de las cuales sobrevivió a su padre ni tuvo hijos: la primera, Esther, murió en su juventud, el 14 de septiembre de 1921; Rachel murió el 19 de marzo de 1931, poco después de su boda. La última, Chaya Roisa (o Reysel), murió el 23 de octubre de 1953.
El hermano mayor de Teitelbaum, Chaim Tzvi Teitelbaum, sucedió a su padre en sus tres puestos. Una pequeña facción de Hasidim consideraba a Teitelbaum como el heredero apropiado, y también lo apoyaba su madre. Luego se mudó a la residencia de su nuevo suegro en Radomyśl Wielki, y permaneció allí durante más de un año.
El 8 de septiembre de 1905 se instaló en Szatmárnémeti o Satmar en yidis. A pesar de su juventud, los partidarios le abrieron una sala de estudio. Poco a poco comenzó a atraer a un pequeño número de seguidores locales. El periodista Dezső David Schön, quien investigó la dinastía Teitelbaum, escribió que Teitelbaum comenzó a referirse a sí mismo como «Rebe de Satmar» en ese momento. Posteriormente, tuvo tensas relaciones con el primero en reclamar el título, Yisaschar Dov Leifer, hijo de Mordejai de Nadvorna; sin embargo, este último murió el 12 de septiembre de 1906.

### Carrera rabínica
En 1911, Teitelbaum fue invitado por la comunidad judía en Orshiva (actual Ucrania, en ese entonces parte del Imperio Austro-Húngaro), para servir como rabino de su ciudad. Durante su estancia allí, estableció un seminario local y difundió las ideas del jasidismo entre la población. Tras el estallido de la Primera Guerra Mundial, regresó a Szatmárnémeti, donde su antigua sala de estudio se convirtió gradualmente en un seminario en toda regla.
Desde que era un joven rabino, se aferró a las posiciones de su padre y abuelo: prohibió cualquier contacto con los sionistas, incluido el religioso Mizrachi, y apoyó a Jaim Elazar Spira en su oposición a Agudath Israel. Mientras tanto, el Imperio Austro-Húngaro se disolvió después de la guerra. Satmar y el resto de Partium y Transilvania pasaron a formar parte del Reino de Rumania, según los términos del Tratado de Trianon (1920).
El principal rabino ortodoxo de Satmar, Yehudah Greenwald, murió el 9 de marzo de 1920. Varios de los partidarios de Teitelbaum promovieron su nombre como posible candidato para el cargo vacante, pero se opuso a él la mayoría no jasídica (asquenazí) en la comunidad, la modernistas y sionistas, así como por muchos jasidim. Finalmente, se eligió a Eliezer David Greenwald (sin relación con el anterior). En 1922, después de ocho años fuera de la ciudad, Teitelbaum regresó a su comunidad, Orshiva, en ese entonces perteneciente a Checoslovaquia.
El 29 de marzo de 1925, fue nombrado rabino jefe de Carei. Se mudó a la ciudad aproximadamente un año después. El 21 de enero de 1926, su hermano mayor, Chaim Tzvi, murió inesperadamente de una hemorragia intracraneal. El hijo mayor de Tzvi, Yekusiel Yehuda Teitelbaum (II), tenía catorce años. Aunque muchos de sus seguidores sugirieron que Joel sucediera a su hermano, la costumbre prevaleció y el niño recibió los tres puestos de su padre. Yekusiel Judah Gross de Berbești fue contratado para servir como su tutor y rabino principal de facto de Sighet (ahora Sighetu Marmației).
Sin embargo, la mayoría de los jasidim recurrieron a Joel, quien se convirtió en el Rebe de la dinastía en todo menos en el nombre. Cuando creció, Yekusiel estableció sus propios seguidores entre los leales seguidores de su padre, pero su influencia como Rebe nunca superó los límites de la ciudad.
El 20 de mayo de 1928, Eliezer David Greenwald de Satmar murió y Teitelbaum se postuló nuevamente para la oficina del rabino municipal. Un comité electoral establecido por la junta de la comunidad ortodoxa lo eligió para el cargo el 11 de junio, con diecinueve miembros a favor, cinco en contra y dos abstenciones. Tras una prolongada disputa con sus opositores, las partes decidieron realizar una elección entre todos los miembros de la congregación. Tuvo lugar el 9 de agosto y Teitelbaum recibió 437 votos a favor y 331 en contra.
La oposición no aceptó los resultados. En una segunda votación, el 27 de septiembre, 779 aprobaron a Teitelbaum y solo uno lo rechazó. Chaim Freund, el presidente de la comunidad, y varios otros miembros de la junta eran partidarios cercanos del rabino, y sus oponentes los acusaron de manipular el voto a lo largo del proceso electoral por varios medios, incluyendo otorgar y retirar el derecho a participar de acuerdo con criterios que benefició a su candidato. Ambas partes demandaron a sus oponentes en los tribunales rabínicos y se quejaron ante las autoridades civiles. Las partes presentaron sus afirmaciones en extensos folletos impresos en 1929: la facción de Freund publicó un libro con el nombre de Milkhemes Mitzve haKhudosh (La nueva guerra comandada), y el otro publicó Sfas Emes (Palabras de la verdad).
Finalmente, tras la continua negativa de muchos a aceptar a Teitelbaum, sus partidarios establecieron su propia comunidad independiente el 10 de diciembre de 1929, donde podría servir como rabino. El miedo a perder las cuotas de los miembros motivó a la otra parte a negociar. Se llegó a un acuerdo el 11 de junio de 1930, y Joel fue invitado a servir como rabino principal de Satmar. Eligió no aceptar la nominación hasta que pudiera contar con un apoyo suficiente en la junta comunitaria. Estaba satisfecho con el estatus de su facción en el consejo sólo tres años y medio después, y llegó a la ciudad el 27 de febrero de 1934. Con 334 estudiantes, su seminario rabínico se convirtió en el más grande de Satmar, con más alumnos que los otros tres juntos.
En agosto de 1932, Teitelbaum visitó Jerusalén. Un pequeño grupo buscó nombrarlo como el rabino principal askenazi de la ciudad, a raíz de la muerte de Yosef Chaim Sonnenfeld, pero Yosef Tzvi Dushinsky finalmente recibió el puesto. El 29 de enero de 1936 murió la primera esposa de Teitelbaum, Chava. El 20 de agosto de 1937, se volvió a casar con Alte Faige Shapiro, la hija huérfana de veinticinco años de Avigdor Shapiro de Czestochowa, quien tenía la mitad de su edad.

#### Incidente con el rey Carlos II de Rumania

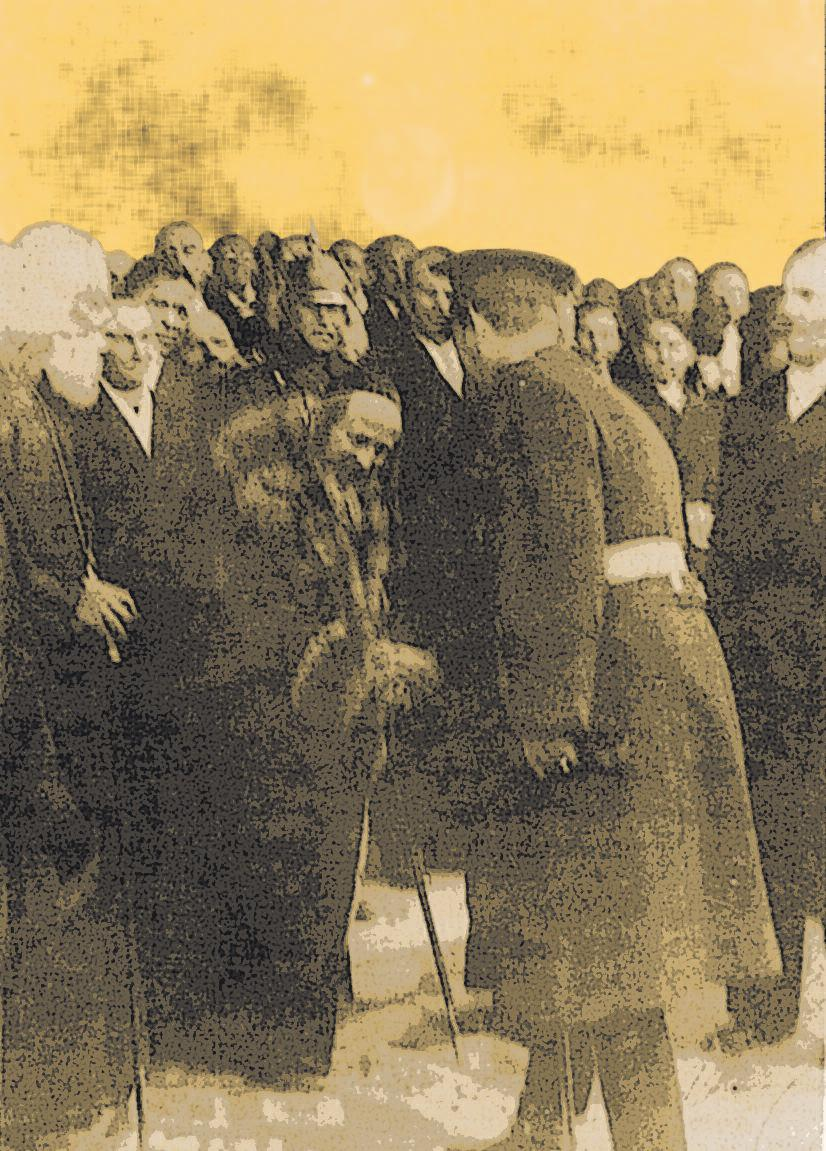
Teitelbaum y Carlos II de Rumania

En el invierno de 1936, el rey Carlos II de Rumania realizó una visita a la ciudad de Satmar. Un gran desfile formado por miles de soldados y cortesanos acompañó su llegada, y el municipio preparó un gran escenario sobre el que se pararon todos los líderes religiosos y municipales de la localidad. Teitelbaum estaba acompañado por su yerno, Chananya Yom-Tov Lipa Teitelbaum, rabino de Szemihály, y el líder comunitario Shmuel Rosenberg, y junto a ellos estaban los rabinos del statu quo y las comunidades neolog, y otros líderes religiosos.
Cuando el rey se acercó al escenario, examinó a todas las personas que estaban en él y comenzó a caminar en dirección a Teitelbaum, quien sostenía su bastón rabínico en una mano y su sombrero en la otra. Dos sacerdotes comenzaron a caminar hacia el rey, pero él los ignoró. Teitelbaum, notando de repente lo que estaba sucediendo, saludó y dijo la bendición «Shenatan MiChvodo LiVnei Adam» ('quien dio su honor a los seres humanos'). El rey le dio la mano a Teitelbaum. El momento fue documentado por un fotógrafo judío y publicado en la prensa rumana. Varios días después, se le preguntó al rey por qué se había acercado primero al rabino ortodoxo, y él respondió: «Inmediatamente cuando caminé hacia el escenario, miré a todos los que estaban parados en él. Mi corazón se sintió atraído por este rabino debido a su apariencia. que irradiaba espiritualidad (lit., Yiddishen geistlichen rabbiner)». La respuesta del rey se publicó en la prensa judía del país.

### Segunda Guerra Mundial
En 1940, tras el Segundo Premio de Viena, Satmar volvió a formar parte de Hungría.
Antes del Holocausto, Teitelbaum ignoró las amenazas a los judíos de Transilvania y no participó en la preparación de planes de rescate y ayuda. A medida que la situación de los judíos húngaros se volvía peligrosa, Teitelbaum se equipó a sí mismo y a su círculo más cercano con certificados o visas que facilitarían su escape a Palestina o los Estados Unidos, mientras frustraba todos los intentos de cooperación entre los jefes de las comunidades ultraortodoxas y las organizaciones sionistas, que podrían haber ayudado a escapar al resto de la comunidad judía. Su hija se instaló en Jerusalén, mientras él pedía abiertamente a sus seguidores que evitaran emigrar a Palestina.
Los intentos de Teitelbaum de salir de Hungría fueron parte de un fenómeno general más amplio, que atrajo críticas, incluso entonces, de los rabinos y otras figuras públicas que huían del país. Cuando los alemanes invadieron Hungría, los socios más cercanos de Teitelbaum buscaron una forma más segura de sacarlo de contrabando sobornando a dos oficiales subalternos, conductores de una ambulancia de la Cruz Roja, que aceptaron llevar a un grupo de judíos a Kolozsvár (actual Cluj-Napoca) a cambio de dinero. Los viajeros incluyeron a su familia y varias familias adineradas que pagaron la mayor parte de los costos. El intento fracasó y Teitelbaum fue arrestado y enviado al gueto de Kolozsvár. Ante las duras condiciones de vida, pidió a sus seguidores que intentaran trasladarlo a Budapest, o de regreso al gueto de Satmar, donde los judíos estaban alojados en edificios residenciales, pero no pudieron cumplir con sus pedidos. El barón Fülöp von Freudiger, director de la congregación ortodoxa en Budapest, seleccionó a ochenta rabinos y otras figuras prominentes, y pagó por su inclusión en la lista de pasajeros del tren Kastner, que debía partir del estado hacia un país neutral. Teitelbaum se puso en la lista, a pesar de que la evacuación fue organizada por un grupo sionista.
El 30 de junio de 1944, una vez concluidas las negociaciones con los alemanes, los pasajeros abordaron un tren de carga que estaba previsto que se dirigiera a Suiza, pero que finalmente se desvió a Bergen Belsen. El grupo se llevó a cabo en una sección especial, en mejores condiciones que las de otros grupos. Aunque el grupo incluía varias figuras notables, Teitelbaum recibió una consideración especial. El médico del grupo lo eximió de pasar lista y los voluntarios realizaron las tareas que se le impusieron. Con la ayuda de Kasztner y el oficial de las SS Herman Krumey, se hicieron los arreglos finales y Teitelbaum fue trasladado a Suiza con algunos judíos del grupo. A su llegada a Suiza, las autoridades le concedieron un trato preferencial. Finalmente, decidió emigrar a Palestina, pero cuando sus instituciones se arruinaron, se fue y se estableció en Estados Unidos.

### Estados Unidos
En agosto de 1945, varios cientos de pasajeros del tren Kastner, entre ellos Teitelbaum, salieron de Suiza hacia el puerto de Taranto en Italia. El día 30 abordaron el barco Ville d'Oran, que llegó a Haifa la mañana del 2 de septiembre. Durante su estancia en el Mandato Británico de Palestina, residió en Jerusalén, en la casa de su sobrino y yerno, Lipa Meir Teitelbaum.
Después de un año, Satmar Rebbe emigró a los Estados Unidos. Llegó a Nueva York el segundo día de Rosh HaShana (27 de septiembre de 1946) a bordo del barco a motor Vulcania. Se instaló en Williamsburg, Brooklyn, con un pequeño grupo de seguidores.
A finales de abril de 1948, Satmar Hasidim estableció la Congregación Yetev Lev, que lleva el nombre de su abuelo, que fue registrada como una corporación religiosa. Las regulaciones de la comunidad, aceptadas en abril de 1952, decían que Teitelbaum no era un funcionario asalariado, sino la autoridad espiritual suprema sobre los miembros.
En 1951, aunque no era residente de Israel, Teitelbaum fue designado para el cargo ceremonial de presidente de la Congregación antisionista de Temerosos de Dios en Jerusalén. Después de la muerte de Zelig Reuven Bengis el 21 de mayo de 1953, también lo sucedió como presidente del Tribunal Rabínico de los Temerosos de Dios. Visitó el estado cada pocos años.
En 1955, Teitelbaum fundó el Congreso Rabínico Central, que dirigió durante el resto de su vida. Desde principios de la década de 1960, los enviados del rabino buscaron establecer un asentamiento rural, en el que los feligreses pudieran aislarse del mundo exterior. Finalmente lograron comprar territorio en Monroe, Nueva York, donde construyeron Kiryas Joel (Pueblo de Joel). Las primeras familias se establecieron allí en 1974.
El 23 de febrero de 1968, Teitelbaum sufrió un derrame cerebral que lo dejó parcialmente paralizado y apenas funcional. Su esposa, respaldada por varios sacristán y otros funcionarios, se convirtió en el poder detrás de escena en Satmar. En las primeras horas del 19 de agosto de 1979, se quejó de dolores y fue evacuado al Hospital Mount Sinai, donde sufrió un infarto de miocardio y murió aproximadamente a las 08:00 a. M. Más de cien mil personas asistieron a su funeral en Kiryas Joel. Fue sucedido por su sobrino, el segundo hijo de su hermano mayor, el rabino Moshe Teitelbaum.

## Opiniones

### Oposición al sionismo
Teitelbaum era famoso por su oposición al sionismo en todos los ámbitos. Alentó a sus seguidores en Israel a formar comunidades autosuficientes, sin la ayuda del Estado de Israel, y prohibió cualquier compromiso oficial con él.
Antes de la Segunda Guerra Mundial, la mayoría de los rabinos jasídicos, así como muchos otros prominentes rabinos y líderes ortodoxos, creían que Dios había prometido devolver al pueblo judío a la Tierra de Israel bajo el liderazgo del Mesías judío, que llegaría cuando el pueblo judío hubiese merecido la redención. Mientras esperaba al Mesías, el pueblo judío debía cumplir las mitzvot y no debía antagonizar o rebelarse contra las naciones gentiles del mundo. En los años posteriores al Holocausto, Teitelbaum se comprometió a fortalecer esta posición.
En opinión de Teitelbaum, la fundación del moderno Estado de Israel, fundado por judíos seculares y religiosos, en lugar del Mesías judío, violó un mandamiento judío de que los judíos debían esperar al Mesías. Además, Teitelbaum enseñó que la existencia del Estado de Israel en realidad estaba impidiendo la venida del Mesías.

### Tres juramentos
Las principales citas de fuentes judaicas clásicas citadas por Teitelbaum en sus argumentos contra el sionismo se basan en un pasaje del Talmud. El rabino Yosi b'Rebbi Hanina explica (Kesubos 111a) que el Señor impuso «Tres juramentos» sobre la nación de Israel: a) Israel no debe regresar a la Tierra juntos, por la fuerza; b) Israel no debe rebelarse contra las otras naciones; y c) Las naciones no deben subyugar a Israel con demasiada dureza.
Según Teitelbaum, el segundo juramento es relevante en relación con las guerras posteriores libradas entre Israel y las naciones árabes. Él ve al Estado de Israel como una forma de «impaciencia», de acuerdo con las advertencias del Talmud de que estar impaciente por el amor de Dios conduce a un «grave peligro». Los Satmar Hasidim explican que las constantes guerras en Israel son el resultado de ignorar este juramento.
Teitelbaum vio su oposición al sionismo como una forma de proteger a los judíos y prevenir el derramamiento de sangre. Aunque algunos rabinos Haredi están de acuerdo con esta idea, la opinión general de Agudath Israel y muchos otros rabinos Haredi es que, para todos los propósitos prácticos, a través de la participación en el gobierno israelí, se pueden hacer esfuerzos para promover el judaísmo religioso en Israel. Teitelbaum, sin embargo, consideró que cualquier participación en el gobierno israelí, incluso votar en las elecciones, era un pecado grave, porque contribuye a la destrucción física y espiritual de personas inocentes. Se opuso abiertamente a las opiniones de Agudath Israel y, hasta el momento, Satmar se niega a convertirse en miembro de la organización o partido Agudath Israel. El punto de vista de Satmar es que solo el Mesías judío puede provocar un nuevo gobierno judío enEretz Israel, e incluso si se formara un gobierno que se declara religioso antes del Mesías, sería ilegítimo debido a su «indebida arrogación de poder».
Si bien los Satmar Hasidim se oponen al actual gobierno de Israel, muchos de ellos viven y visitan Israel. El propio Teitelbaum vivió durante aproximadamente un año en Jerusalén, después de su huida de Europa, pero antes del establecimiento del Estado de Israel, y visitó Israel después de mudarse a los Estados Unidos.

## Obras
Algunas de las obras que Teitelbaum escribió él mismo o compiladas por los estudiantes:
- Vayoel Moshe (1958), explicando su creencia de que el sionismo está prohibido por la halakha (ley judía)
- Al HaGeulah VeAl HaTemurah (1967, con NY Meisels), explicando con más detalle su creencia de que el sionismo está prohibido, a la luz de la Guerra de los Seis Días.
- Divrei Yoel, sobre el Chumash, el Talmud y los festivales judíos
- Kuntres Chidushai Torah, en el Chumash
- Kuntres Chidushai Torah, sobre los festivales
- Shu "t Divrei Yoel, responso en halakha
- Dibros Kodesh, sermones pronunciados en shalosh Seudos
- Agados Maharit, sobre el Talmud
- Tiv Levav, en el Chumash
- Rav Tuv, en el Chumash

Teitelbaum fue el autor de una breve introducción al tratado talmúdico Shabat para una impresión de la era del Holocausto en Rumania. Hay colecciones de sus discursos titulados Hidushei Torah MHR "I Teitelbaum.